# Bombardamenti sulla Corea del Nord

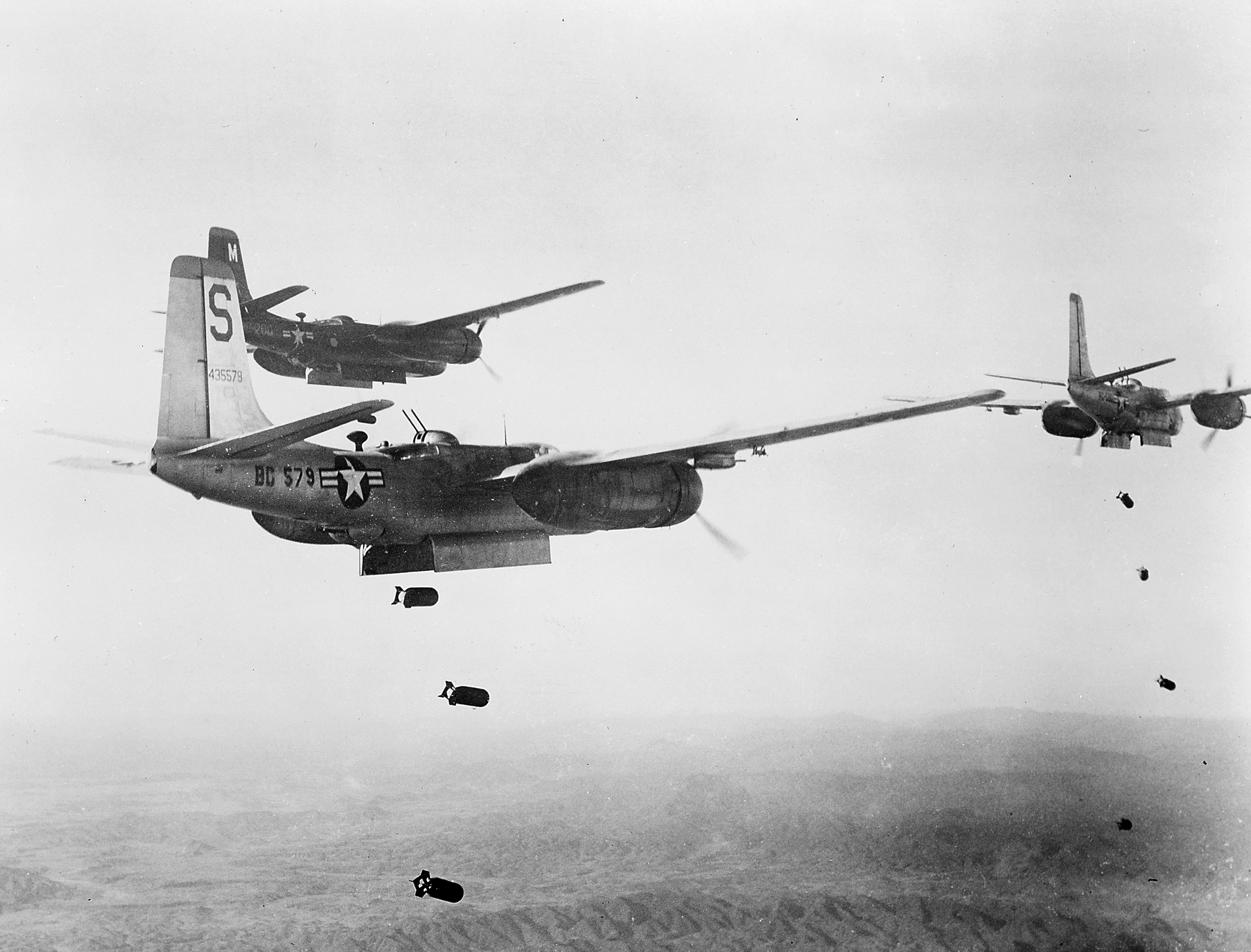
B-26 che rilasciano bombe sulla Corea del Nord, il 18 ottobre 1951

La United States Air Force (USAF) condusse una vasta campagna di bombardamenti contro la Corea del Nord dal 1950 al 1953 durante la guerra di Corea. Fu la prima grande campagna di bombardamenti per l'USAF sin dai suoi primi bombardamenti nel 1947 da parte delle forze aeree dell'esercito degli Stati Uniti. Durante la campagna, armi convenzionali come esplosivi, bombe incendiarie e napalm distrussero quasi tutti villaggi e le città del paese, tra cui circa l'85% degli edifici degli stessi.

## Contesto
La guerra di Corea iniziò ufficialmente il 25 giugno 1950, quando le Forze Armate della Corea del Nord attraversarono il 38º parallelo, che allora divideva i paesi in due, e invase la Corea del Sud. Il presidente statunitense Harry S. Truman decise di contenere "l'espansione comunista" in Asia orientale che prese di sorpresa i comunisti. Questi avevano in effetti previsto un'inazione statunitense sulla Corea, come l'aveva previsto anche l'analista Henry Kissinger. Così, il 27 giugno 1950, le truppe dell'ONU, guidate principalmente dalle forze statunitensi, entrarono formalmente in guerra, a sostegno del governo sudcoreano guidato dal filo-statunitense Syngman Rhee.

## Condotta dei bombardamenti sul territorio nordcoreano

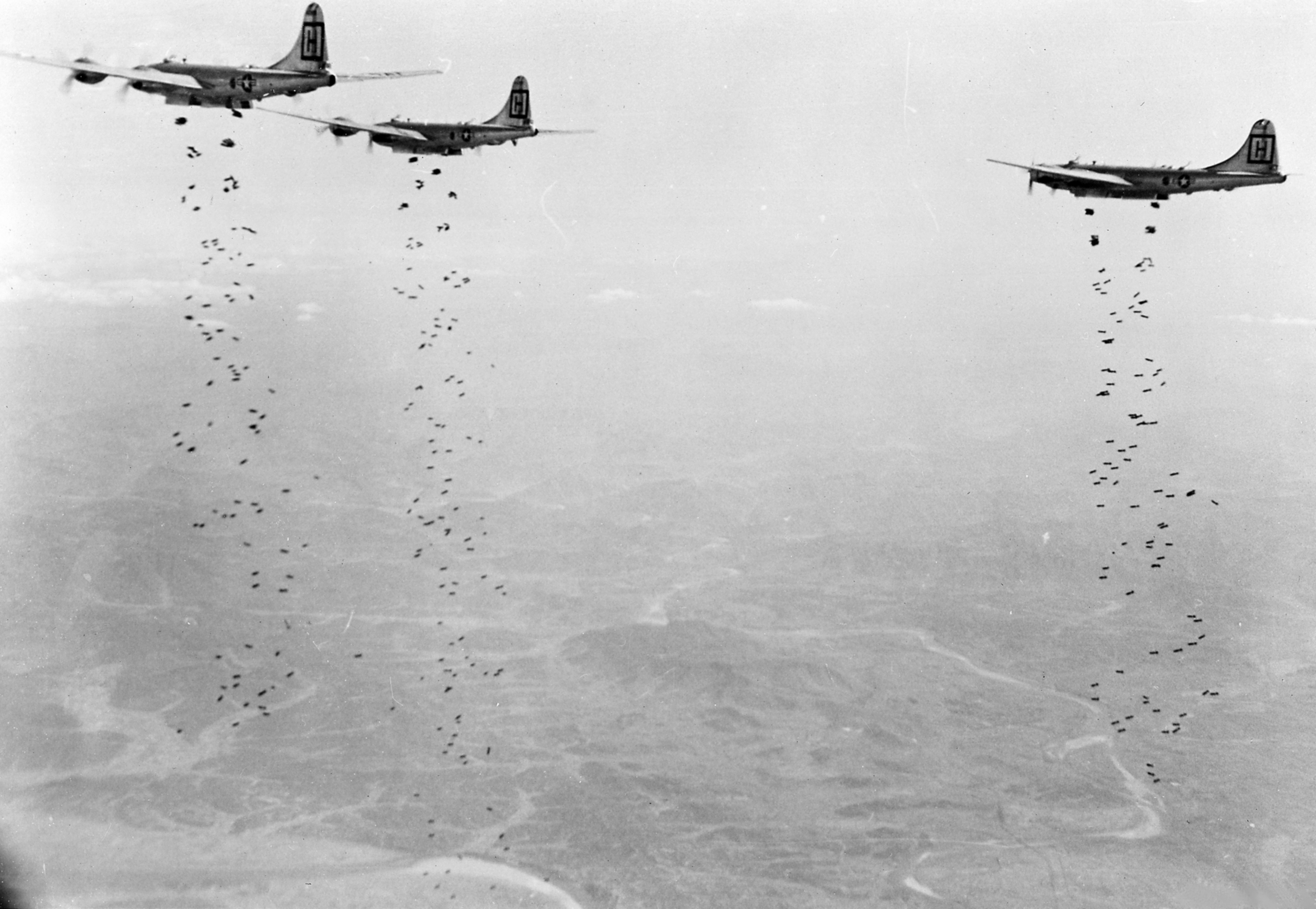
Diversi B-29 degli Stati Uniti della 98ª BG (M) della United States Air Force che sganciano "bombardieri" sulla Corea del Nord nel 1951

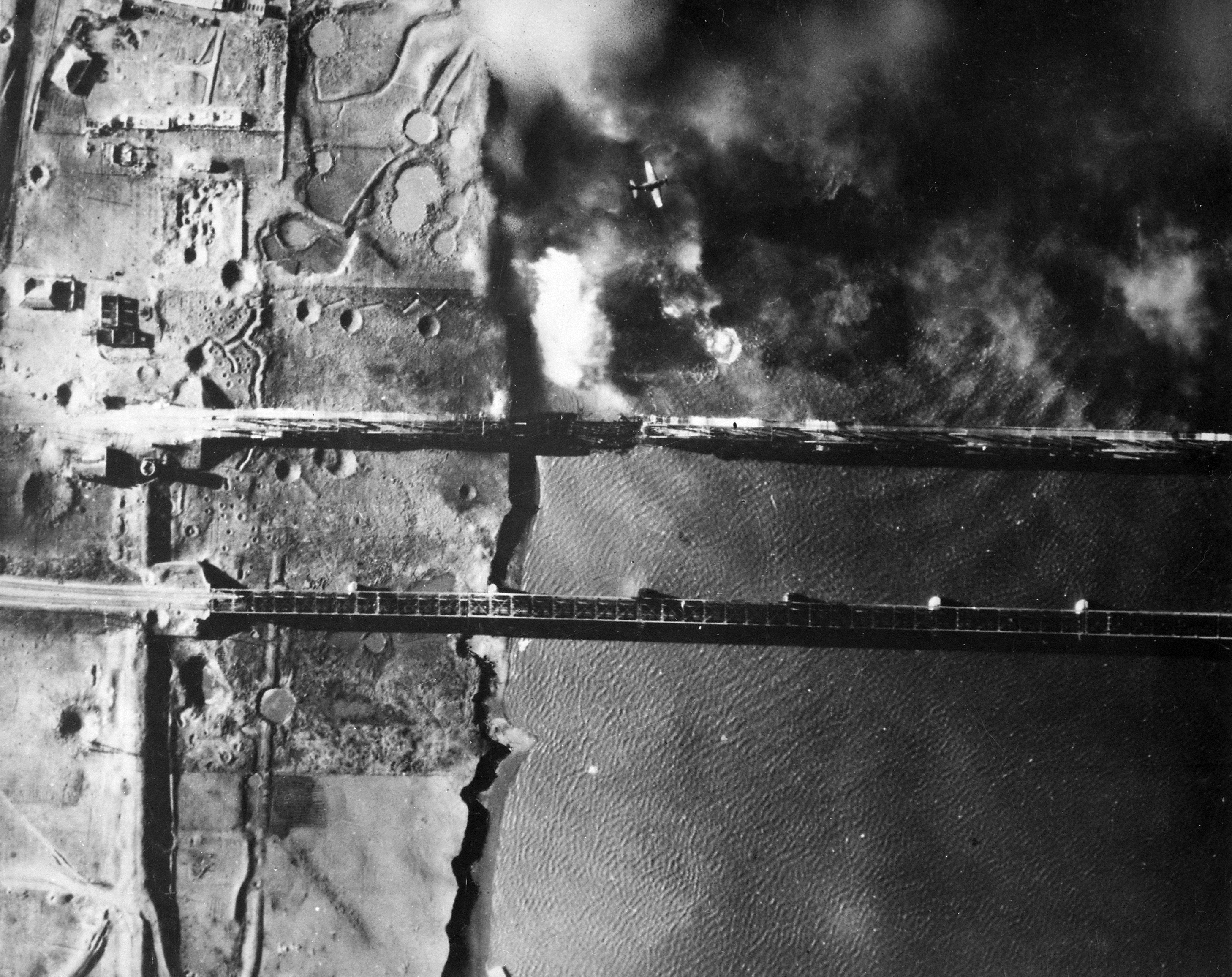
Bombardamento di un ponte transfrontaliero tra la Corea del Nord e la Cina, nel novembre 1950, da un AD-3 della Marina americana.

Nei 37 mesi di questo conflitto, le forze armate statunitensi del comando delle Nazioni Unite in Corea usarono 576 000 tonnellate di bombe di cui 412 000 per conto dell'USAF, in buona parte nelle operazioni di bombardamento strategico. Vennero utilizzate 29 535 tonnellate di napalm.
Impiegato solo per le missioni di bombardamento e ricognizione convenzionali, il Boeing B-29 Superfortress fu l'unico bombardiere strategico degli Stati Uniti ad intervenire durante questo conflitto. Alla fine del 1950, cinque gruppi di bombardamenti e di ricognizione dello Strategic Air Command equipaggiati con questo velivolo furono messi a disposizione delle forze aeree dell'Estremo Oriente. Più di 150 000 tonnellate di bombe furono sganciate durante i tre anni di guerra. Dal 1951 queste missioni diventarono più pericolose a causa dell'apparizione del sovietico MiG-15 che costrinse gli americani ad operare soltanto di notte. Un totale di 34 B-29 vennero persi, 16 dei quali vennero distrutti dai nordcoreani e alleati. Questi bombardieri vennero accusati, nel 1976, ad aver distrutto 27 aerei nemici

### 1950
Già nel luglio del 1950, secondo lo storico americano Bruce Cumings, i bombardamenti sistematici a scala ineguagliata furono condotti dall'United States Air Force sulla maggior parte delle città nordcoreane che causò la distruzione di queste città e la loro popolazione, sia civile che militare.
Il napalm fu usato su una scala più ampia, in seguito venne utilizzato anche durante la guerra del Vietnam ma le morti che causò furono maggiori, a causa della maggiore concentrazione della popolazione rispetto alla Corea del Nord.
Bruce Cumings scrisse: "La città industriale di Hŭngnam fu l'obiettivo di un grande attacco il 31 luglio 1950, durante il quale vennero sganciate 500 tonnellate di bombe. Le fiamme si alzarono fino a cento metri. Il 12 agosto i militari statunitensi sganciarono 625 tonnellate di bombe sulla Corea del Nord, una stazza che avrebbe richiesto una flotta di 250 B-17 durante la seconda guerra mondiale. Alla fine di agosto, le formazioni B-29 versavano 800 tonnellate di bombe al giorno sul Nord. Questo tonnellaggio consisteva in gran parte di napalm puro. Da giugno a fine ottobre 1950, il B-29 sganciò 3,2 milioni di litri di napalm."
Il 6 agosto 1950 un ufficiale americano ordinò all'aeronautica "di cancellare queste città: Cheongsong, Chinbo e Kusu-Dong."
Il 16 agosto, cinque formazioni B-29 fecero cadere centinaia di tonnellate di napalm su un'area rettangolare identificata dal radar vicino al fronte. Un ordine simile venne dato il 20 agosto.
Il 26 agosto, secondo l'archivio statunitense, vengono bruciati undici villaggi nordcoreani.
Da giugno a fine ottobre 1950, i B-29 versarono 3,2 milioni di litri di napalm sulle città e sui villaggi della Corea del Nord.
L'8 novembre, settantanove B-29 sganciarono 500 tonnellate di bombe incendiarie nella città di Sinŭiju, secondo un messaggio del tenente generale George Stratemeyer indirizzato al generale MacArthur.

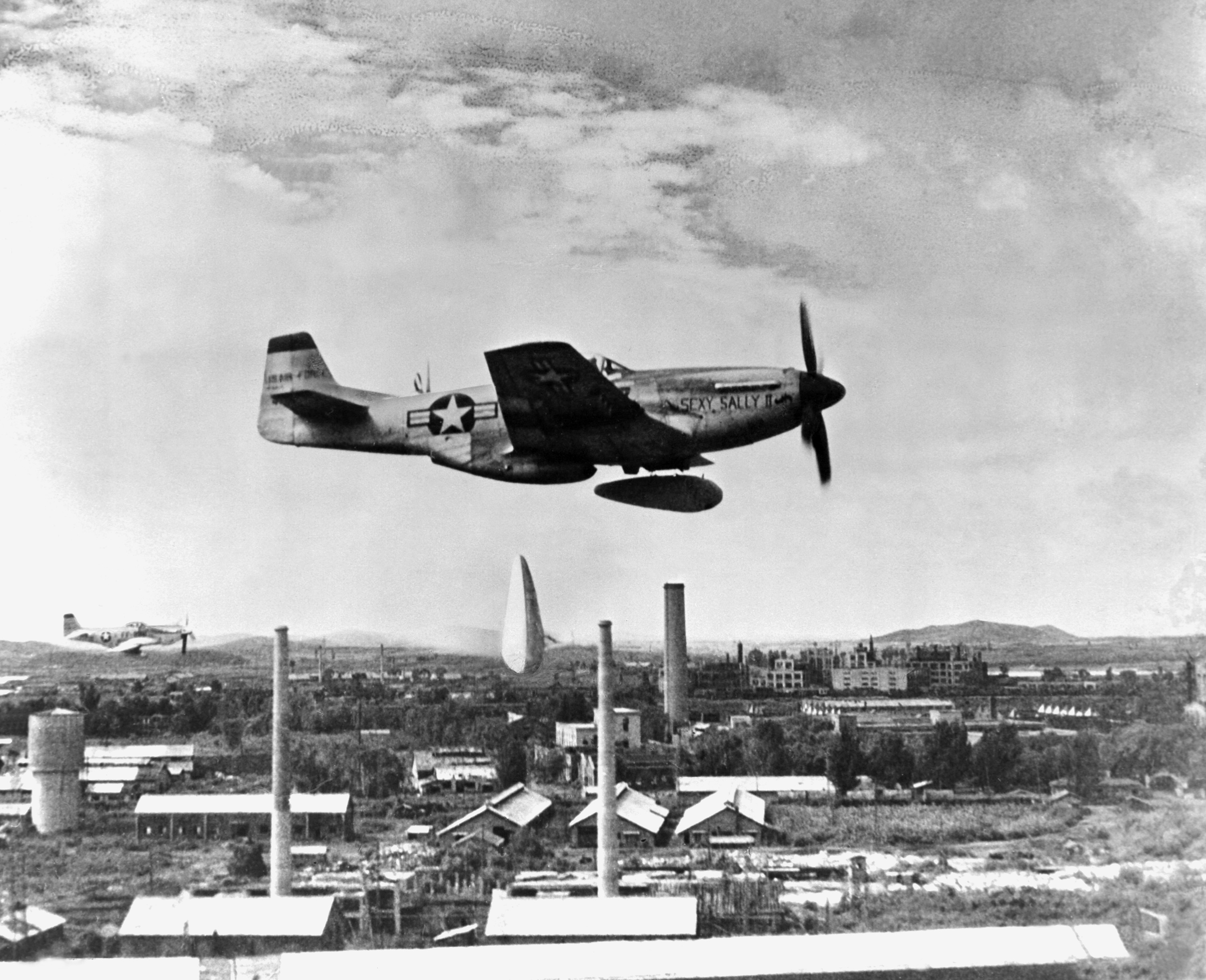
Un P-51 Mustang nordamericano sganciò due bombe al napalm in un complesso industriale nordcoreano nel 1951. L'aereo fu abbattuto il 13 settembre 1951 dai MiG-15 della Forza Aerea della Repubblica Democratica Popolare di Corea

### 1951
Ai primi di gennaio del 1951, il generale Ridgway ordinò all'aeronautica di colpire la capitale Pyongyang "per distruggere la città dal fuoco con bombe incendiarie". L'obiettivo venne raggiunto il 3 e il 5 gennaio 1951. Mentre gli americani si ritiravano dalla Corea del Sud, il 30º parallelo, le città di Uijeongbu, Wonju e altre piccole città del Sud furono bruciate dopo il passaggio delle truppe.
Il 10 marzo 1951, dopo che la Repubblica Popolare Cinese piazzò nuove forze vicino al confine con la Corea del Nord, i sovietici piazzarono duecento bombardieri sulle basi aeree della Manciuria (da dove potrebbero potenzialmente colpire le basi statunitensi in Giappone), il generale MacArthur chiese una "forza atomica del D-Day" per mantenere la superiorità aerea sul teatro coreano.

### 1952
Nell'autunno del 1952, secondo il personale statunitense, non rimasero più obiettivi principali da bombardare nella Corea del Nord. I cosiddetti bombardamenti "convenzionali" cominciarono a terminare.

## Bombardamento di Pyongyang
Dal 1950 al 1952 la capitale nordcoreana venne completamente distrutta da oltre 400 000 bombe americane.
Il 3 gennaio 1951 alle 10:30, l'attacco di ottantadue aerei statunitense sulla città fu responsabile di gran parte della distruzione della capitale anche se, secondo un cavo ufficiale declassificato del consiglio di sicurezza dell'ONU, l'esercito americano avrebbe saputo prima dell'attacco che la capitale non aveva un obiettivo militare importante. Il capo del governo nordcoreano richiese l'assistenza dell'ONU per "contenere l'aggressore USA" contro le grandi perdite civili coreane.

## Bilancio
Conrad Crane scrisse su richiesta della United States Air Force una storia di strategia aerea durante la Guerra di Corea. Disse che l'aviazione statunitense provocò terribili distruzioni in tutta la Corea del Nord. La valutazione dell'armistizio dei danni causati dalle bombe rivelò che 18 delle 22 principali città del paese fossero state almeno metà distrutte. Un dipinto dell'autore sostiene che le principali città industriali di Hamhŭng e Hŭngnam vennero distrutte all'80%–85%, Sariwon al 95%, Sinanju al 100%, Chinnamp'o all'80% e Pyongyang 75%.
La tabella seguente mostra i risultati di una valutazione condotta dalla United States Air Force, e mostra le percentuali di distruzione delle città colpite sai bombardamenti:
| Città                       | % di distruzione |
| --------------------------- | ---------------- |
| Contea di Musan             | 5 %              |
| Contea di Sonbong           | 5 %              |
| Anju                        | 15 %             |
| Sinŭiju                     | 50 %             |
| Kimch'aek                   | 50 %             |
| Chŏngju                     | 60 %             |
| Kanggye                     | 60 %             |
| Haeju                       | 75 %             |
| Pyongyang                   | 75 %             |
| Kyomipo (Songnim)           | 80 %             |
| Hamhŭng                     | 80 %             |
| Chinnamp’o                  | 80 %             |
| Wŏnsan                      | 80 %             |
| Hŭngnam                     | 85 %             |
| Sunan-guyok                 | 90 %             |
| Sariwon                     | 95 %             |
| Hwangju (contea di Hwangju) | 5 %              |
| Najin (Rashin)              | 97 %             |
| Kunu-dong                   | 100 %            |
| Sinanju                     | 100 %            |

## Testimonianze
Il generale dell'aeronautica statunitense Curtis LeMay disse dopo l'inizio della guerra, "Abbiamo fatto un discorso dinanzi l'entrata del Pentagono dicendo: 'Andiamo lì (...) bruciamo cinque delle più grandi città della Corea del Nord - non sono molto grandi - e dovrebbe andare bene. Bene, ci hanno risposto urlando: "Ucciderai molti civili" ed "è orribile". Tuttavia, in tre anni (...), abbiamo bruciato tutte (sic) le città della Corea del Nord e della Corea del Sud (...). In tre anni, riusciamo a superarlo, ma improvvisamente uccidiamo alcune persone per risolvere il problema, molti non possono accettarlo".
Il generale americano William F. Dean, che venne catturato dalle forze nordcoreane dopo la battaglia di Daejeon nel luglio 1950, disse che la maggior parte delle città e dei villaggi che vedeva fossero "macerie" e rovine coperte di neve.
All'interno dell'esercito degli Stati Uniti, ci fu una certa divisione sull'uso sistematico e massiccio della bomba napalm su obiettivi sia civili che militari nella Corea del Nord. I piloti statunitensi ammisero in diversi articoli e interviste che i volantini in volo sulla popolazione civile fossero un avvertimento efficace prima del bombardamento..

## Reazioni internazionali

### Politiche
Winston Churchill riferì ai funzionari statunitensi della fine della guerra di Corea a causa delle bombe al napalm usate: "Quando il napalm fu inventato alla fine della seconda guerra mondiale, nessuno immaginò che sarebbe stato "spruzzato" su un'intera popolazione civile.

### Stampa
Il giornalista Blaine Harden scrisse che il bombardamento era "forse la parte più dimenticata di una guerra dimenticata... un grande crimine di guerra. Eppure questo dimostra che l'odio verso gli Stati Uniti della Corea del Nord non è tutto prodotto. È radicato in una narrazione basata su fatti, che la Corea del Nord ricorda ossessivamente e che gli Stati Uniti dimenticano con orgoglio."
Un altro giornalista britannico descrisse uno dei migliaia di villaggi distrutti come "un vasto cumulo di cenere viola"
Più recentemente, nel 2004, tramite un articolo, lo storico americano Bruce Cummings dichiarò che: "Senza ricorrere a "nuove armi", anche se il napalm era molto nuovo all'epoca, l'offensiva aerea non ha radiato la Corea del Nord e ucciso milioni di civili prima della fine. della guerra. Per tre anni, i nordcoreani affrontarono la quotidiana minaccia di essere bruciati dal napalm: "Non si poteva scappare", mi disse uno di loro nel 1981. Nel 1952, praticamente tutto era stato completamente rasato nel centro e nel nord della Corea. I sopravvissuti vivevano nelle caverne".

### Civili
Lo studio di John Mueller (2014) ci parla della popolarità del bombardamento della Corea del Nord e, più in generale, della guerra coreana nella popolazione statunitense degli anni '50. Scrive: "La popolarità dell'azione militare statunitense in Corea del Nord era inizialmente alto quindi logaritmicamente rifiutato alle perdite umane degli Stati Uniti, (...). Si può anche notare una grande quantità di opinioni tendenti a sostenere il presidente in termini di politica militare (...). La popolarità della Guerra di Corea rallentò un po' prima che gli scontri cessassero.

## Accuse di guerra biologica
Ci sono state accuse da parte delle autorità di guerra biologica nordcoreana e cinese nel corso del 20º secolo, ma vennero smentite dai documenti sovietici e nessun documento americano confermò tali affermazioni. Inoltre, il 2 maggio 1953, il Cremlino incaricò l'ambasciatore sovietico a Pechino, VV Kuznecov, di trasmettere il seguente messaggio a Mao Zedong: "L'affermazione che il governo sovietico e il Comitato centrale del PCUS furono fuorviati sull'uso da parte degli americani delle armi batteriologiche in Corea era basato su informazioni fuorvianti false contro gli americani. E, per l'accusa sovietica in Corea del Nord: "Raccomandiamo che il problema di una guerra batteriologica [...] non venga più affrontato nelle organizzazioni internazionali e negli organismi delle Nazioni Unite. [...] I lavoratori sovietici coinvolti nel rendere la cosiddetta prova dell'uso delle armi batteriologiche saranno severamente puniti.
Storici e filosofi hanno confermato che la guerra batteriologica americana non è mai esistita ed è stata fabbricata dal giornalista australiano Wilfred Burchett, che era un agente influente che lavorava per l'Unione Sovietica..